# Целувки и куршуми
„Целувки и куршуми“ (на английски: Kiss Kiss Bang Bang) е американска криминална комедия от 2005 г. на режисьора Шейн Блек. Сценарият, написан от Блек, е базиран на романа „Bodies Are Where You Find Them“ на Брет Халидей. Премиерата е на 14 май 2005 г. на кинофестивала в Кан.

## Награди и номинации
| Категория                                                 | Номиниран(и)                                  | Резултат                      |
| Сателит (17 декември 2005 г.)                             | Сателит (17 декември 2005 г.)                 | Сателит (17 декември 2005 г.) |
| --------------------------------------------------------- | --------------------------------------------- | ----------------------------- |
| Най-добър актьор в поддържаща роля в мюзикъл или комедия  | Вал Килмър                                    | награда                       |
| Най-добър актьор в мюзикъл или комедия                    | Робърт Дауни Джуниър                          | номинация                     |
| Най-добър актьор в поддържаща роля в мюзикъл или комедия  | Корбин Бърнсън                                | номинация                     |
| Най-добра актриса в поддържаща роля в мюзикъл или комедия | Мишел Монахан                                 | номинация                     |
| Най-добра оригинална песен                                | „Broken“                                      | номинация                     |
| Сатурн (2 май 2006 г.)                                    |                                               |                               |
| Най-добър екшън, приключенски или трилър филм             | Най-добър екшън, приключенски или трилър филм | номинация                     |
| Най-добра музика                                          | Джон Отман                                    | номинация                     |
| Най-добър актьор                                          | Робърт Дауни Джуниър                          | номинация                     |
| Най-добър актьор в поддържаща роля                        | Вал Килмър                                    | номинация                     |
| Най-добра актриса в поддържаща роля                       | Мишел Монахан                                 | номинация                     |
| Емпайър (13 март 2006 г.)                                 |                                               |                               |
| Най-добър трилър филм                                     | Най-добър трилър филм                         | награда                       |